# 冰柱螺
冰柱螺（学名：Retusa insignis），舊屬凹塔螺科凹塔螺屬。